# Pseudoclimaciella loanga
Pseudoclimaciella loanga is een insect uit de familie van de Mantispidae, die tot de orde netvleugeligen (Neuroptera) behoort. 
Pseudoclimaciella loanga is voor het eerst wetenschappelijk beschreven door Navás in 1909.